# 周氏节烈坊
周氏节烈坊位于安徽省黄山市歙县东北部杞梓里镇竹溪村（水竹坑），是村口的三座石牌坊之一，2006年已列为歙县文物保护单位。
周氏节烈坊是一座节孝坊，双柱单间一楼冲天式，刻有“旌表故御赐五品衔分发即补知县柯鈵之继妻诰封宜人周氏节孝”字样，建于光绪四年戊寅（1878年），宽3米，高6米。柯鈵为浙江巡抚李鸿章幕僚，授御赐五品衔分发即补知县虚衔，居杭州，娶继妻合肥周氏十六岁。不久柯鈵赴任为衢州釐局，死在任上，遗体送回水竹坑。光绪八年，周氏在水竹坑吞金殉夫。安徽巡抚上奏朝廷，旌表建坊予以纪念。